# Последен патрул
„Последен патрул“ (на руски: Последний дозор) е фантастичен роман на руския писател Сергей Лукяненко. Това е последната книга от тетралогията след „Нощен патрул“, „Дневен патрул“ и „Сумрачен патрул“. Понастоящем излязоха и продълженията: „Нов патрул“ и последната - „Шести патрул“.
Както във всички предишни части от поредицата и „Последен патрул“ е разделен на 3 части:
- Общо дело
- Общ враг
- Обща съдба

## Сюжет
Антон Городецки се учи да използва новата си мощ, когато Хесер го изпраща да подпомага шотландския Нощен патрул в Единбург в разследване на убийство. Млад руснак е убит във „Вампирския замък“, туристическа атракция; доказателствата показват, че той очевидно е бил убит от вампир. Мистерията е по-голяма, отколкото изглежда. Някой се опитва да атакува Антон използвайки дистанционно контролирано огнестрелно оръжие. Накрая главата на шотландския Нощния патрул, Томас Лермонт разкрива, че някой е откраднал артефакт от гроба на Мерелин и очевидно се опитва да използва този артефакт, за да открие скривалището на Мерелин. В този тайник Мерелин е скрил „Венеца на всичко“ (Никой не знае какво е). След като нощната стража е атакувана от обикновените хора, оборудвани с магически амулети и куршуми, Томас и Антон следват някой в Сумрака. Те достигат до шесто ниво (за първи път Антон), но всичко, което научават е, че хората зад това са Светъл различен, Тъмен различен и Инквизитор. Томас също разказва на Антон, че на седмото ниво Сумрака е рая на Различните, където те могат да съществуват заедно в мир (при смърт, Различните просто изчезват в Сумрака). Мерелин е скрил Венеца на всичко в седмото ниво на Сумрака.
Всички Различни са много разтревожени от тези случаи. Хесер изпраща Антон до Узбекистан, да потърси Рустам, съвременник и приятел на Мерелин, както и бивш приятел – по-късно един враг – на Хесер. Той може да знае нещо за венеца, къде е скрит и за какво служи. Когато Антон е на посещение на Нощната стража в Узбекистан, те още веднъж са нападнати от хора с амулети и магически оръжия. Различни улики започнат да сочат към приятел на Антон, Костя Заушкин, като един от извършителите, макар че той със сигурност е мъртъв. Антон успява да намери Рустам. Той му казва, че венеца на Всичко е заклинание, която ще разруши бариерите разделящи отделните нива на Сумрака, както и бариерата между Сумрака и реалността. Той може да предизвика края на света, всички Различни да изгубят способностите си и дори да ги убие – Рустам не знае, нито го е грижа. Те са атакувани отново и Антон научава, че негов приятел от едно време, инквизиторът Едгар, е един от тайнственото трио от Различни.
Връщайки се в Москва, Антон открива кой е тъмния Различен в тайнственото трио – това е Генадий Саушкин, бащата на Костя. Те не могат да идентифицират светлия Различен. И двата Патрула назначават защита на Антон и пет-годишната дъщеря на Светлана, Надя, единствената Различна с нулево ниво в света (тя не произвежда никаква магическа енергия, тя може само да абсорбира, затова е с практически неограничена сила. Мерелин също е бил от нулево ниво, както и Исус Христос. Само Различните от нулево ниво могат да достигнат до седмо ниво на Сумрака. Едгар и Генади отвличат Антон (те не могат да се доберат до Надя) и го вземат с тях в Единбург, така че той да може да им помогне да намерят начин да стигнат до венеца. Казват на Антон, че Надя е мъртва поради поставянето на ядрен взрив близо до апартамента им. Ядрената бомба е единственото оръжие в състояние на да унищожава на всички нива на Сумрака. Едгар е открил информация в архивите на инквизицията, според които венецът на всичко ще даде на всички отишли в Сумрака различни това, което те искат най-много. Според тълкуванието на Едгар той ще ги върне обратно към живота, а той иска да се съберат със съпругата си която е била убита. Генадий иска да получи сина си и съпругата си обратно. Те срещат третия член на триото, или както те самите се наричат, Последният Патрул – вещицата Арина, които успява да промени своята принадлежност и сега е Светла. Тя също разкрива, че е саботирала ядрената бомба да не се взриви, тъй като нейната нова принадлежност към Светлината забранява унищожаването на толкова много невинни. Антон успява да проумее тайната на Мерелин, но той знае, че тя няма да се хареса на Последния патрул и успява да ги заблуди. Те го отвеждат до петото ниво на Сумрака, където се срещат с пазача на Мерелин. Докато Последния патрул е зает с борбата с него, Антон достига до шесто ниво. Там той се среща с Мерелин, както и Тигърчето, Игор, Алиса и всички други приятели, които са си отишли в Сумрака, включително Костя (който заявява, че не го обвинява). Всички те са се надяват той да активира венеца. Въпреки това, той не може да се върнете обратно, защото Последният патрул е там а той не може да продължи до седмо ниво, защото не разполага с достатъчно мощ. На този етап се появява Надя – Светлана току-що я е инициирала и я изпраща да върне баща си. Пътуването през всички нива на Сумрака не е проблем за Надя. Тя взема Антон напред – назад към реалния свят. Сумракът е кръг. Седмото ниво е това, в което всички ние живеем.
Антон отива да активира Венеца на Всичко, което наистина е скрит в седмото ниво. Мерелин е скрил заклинанието в древните камъни на Единбургския замък. Последният патрул се появява, но Антон няма да бъде безпокоен от тях. Едгар е разбрал нещата погрешно. Това, което Различните в Сумрака искат най-много не е възкресение, а смърт. Там не е рай, те остават завинаги в един свят, в който всичко е само бледо копие, уловени в капана на една имитация на живота. Те искат всичко да завърши, защото след като те напълно умрат, ще могат да бъдат преродени. Мерелин е предвидил всичко това и е създал своето заклинание (ефектът на разрушаване на Сумрака е само временен). Въпреки това отишлите си Различни молят Антон да прости и той позволява на Генадий и Едгар да умрат, така че да могат да се присъединят към своите любими, преди да е твърде късно. Арина избира да живее. Тогава Антон активира венеца.
| Предишна:       | Поредица:    | Следваща:  |
| --------------- | ------------ | ---------- |
| Сумрачен патрул | Нощен патрул | Нов патрул |